# ديفيد كول (لاعب كرة قدم)
ديفيد كول (بالإنجليزية: David Cole)‏ هو لاعب كرة قدم بريطاني في مركز الدفاع، ولد في 28 سبتمبر 1962 في بارنسلي في المملكة المتحدة. لعب مع نادي روتشديل.